# ۸۵۹ (قمری)
۸۵۹ (قمری)، هشتصد و پنجاه و نهمین سال در گاهشماری هجری قمری است. اول محرم این سال برابر با سی و یکم دسامبر سال ۱۴۵۴ میلادی است.